# ぴよぴよ天使
『ぴよぴよ天使』（ぴよぴよエンジェル）は、水沢めぐみによる日本の漫画作品。『りぼん』（集英社）にて連載された。

## 概要
漫画は集英社の、『りぼん』2002年9月号の別冊付録、12月号の本誌、2003年6月号の別冊付録、『2002年りぼん夏休みおたのしみ増刊号』、『りぼんオリジナル』2003年6月号、の5回に渡って掲載された。タイトルの「天使」は「エンジェル」と読む。コミックスは全1巻で、2003年9月17日に発売された。全1巻。

## あらすじ
天使のユキトは、天界の王家の長男であるにもかかわらず、勉強が嫌いで、天使学校のテストは0点ばかり、実技で作るアイテムも使い物にならないアイテムばかりという落ちこぼれ天使で、両親の説教にも全く聞く耳を持たないので、両親を困らせていた。その為に両親は、ユキトを人間界に留学させる事を決める。
その後、両親はユキトに、「ユキトが作ったアイテムの中で唯一成功した「天使のハッピーセット」を使い、人間界で1人の人間に天使の役目を与え、不幸な人を1人幸せにする事」という課題を与える。そしてその課題をクリアしなければ、天界には戻って来られないという事にしてしまう。ユキトは嫌がって強く抵抗するが、両親は強引にユキトを人間界に行かせてしまう。
人間界についたユキトは、「天野幸人（あまの ゆきと）」と名乗って中学校に転入し、そこでちょっぴりドジだけど明るく元気な人間の女の子のひよこと出会う。ひよこの友人のみちるとるいは、天野君は怖そうだから関わらないようにしようと言うが、ひよこは2人に、そんな事は無いよ天野君は優しい人だよと言う。なぜなら以前、学校の帰り道に、ユキトは歩いていて、道端に咲いている小さな花を踏み潰しそうになってしまい、慌てて足をよけて花を踏み潰さないようにした事があって、ひよこは偶然それを目撃していたのでユキトの優しさに感動したからだった。

## コミックス
『りぼんマスコットコミックス』No.1491。全1巻。2003年9月12日発売。ISBN 4-08-856491-X。176ページ。410円（税込み）。以下の5つの作品が収録されている。また、描き下ろしのページもある。
- 『ぴよぴよ天使』（りぼん2002年9月号の別冊付録に掲載）
- 『ぴよぴよ天使 プールでパニックの巻』（2002年りぼん夏休みおたのしみ増刊号に掲載）
- 『ぴよぴよ天使 ハッピーハッピークリスマス』（りぼん2002年12月号に掲載）
- 『ぴよぴよ天使 エンジェルスマイル』（りぼん2003年6月号の別冊付録に掲載）
- 『ぴよぴよ天使 どきっひよこの初キス!?』（りぼんオリジナル2003年6月号に掲載）
- 『まめぴよ天使』（描き下ろし）